# Zwarte lori
De zwarte lori (Chalcopsitta atra) is een vogel uit de familie van de Psittaculidae (papegaaien van de Oude Wereld).

## Verspreiding en leefgebied
Deze soort is endemisch op Nieuw-Guinea en telt drie ondersoorten:
- C. a. bernsteini: Misool (nabij westelijk Nieuw-Guinea).
- C. a. atra: Batanta en Salawati, westelijke Vogelkop  (noordwestelijk Nieuw-Guinea).
- C. a. insignis: schiereiland Bomberai (zuidelijke Vogelkop) en Pulau Rumberpon (Geelvinkbaai).

## Status
De grootte van de populatie is niet gekwantificeerd maar de soort wordt omschreven als plaatselijk algemeen. Op de Rode lijst van de IUCN heeft deze soort de status niet bedreigd.